# Siemień (gemeente)
De gemeente Siemień is een landgemeente in het Poolse woiwodschap Lublin, in powiat Parczewski.
De zetel van de gemeente is in Siemień.
Op 30 juni 2004 telde de gemeente 4893 inwoners.

## Oppervlakte gegevens
In 2002 bedroeg de totale oppervlakte van gemeente Siemień 110,93 km², waarvan:
- agrarisch gebied: 73%
- bossen: 12%

De gemeente beslaat 11,64% van de totale oppervlakte van de powiat.

## Demografie
Stand op 30 juni 2004:
| Omschrijving                   | Totaal | Totaal | Vrouwen | Vrouwen | Mannen | Mannen |
| ------------------------------ | ------ | ------ | ------- | ------- | ------ | ------ |
| eenheid                        | aantal | %      | aantal  | %       | aantal | %      |
| inwoners                       | 4893   | 100    | 2448    | 50      | 2445   | 50     |
| bevolkingsdichtheid (inw./km²) | 44,1   | 44,1   | 22,1    | 22,1    | 22     | 22     |

In 2002 bedroeg het gemiddelde inkomen per inwoner 1208,6 zł.

## Administratieve plaatsen (sołectwo)
Amelin, Augustówka, Działyń, Glinny Stok, Gródek Szlachecki, Jezioro, Juliopol, Łubka, Miłków, Miłków-Kolonia, Nadzieja, Pomyków, Sewerynówka, Siemień, Siemień-Kolonia, Tulniki, Wierzchowiny, Władysławów, Wola Tulnicka, Wólka Siemieńska, Żminne.

## Aangrenzende gemeenten
Czemierniki, Milanów, Niedźwiada, Ostrówek, Parczew, Wohyń